# あなたがいるから (小松未歩の曲)
『あなたがいるから』は、小松未歩の10枚目のシングル。2000年6月21日にGIZA studioより発売された。

## 背景
前作「風がそよぐ場所」以来約1年ぶりとなるシングルで、本作以降は、マキシシングル仕様になっている。
「氷の上に立つように」（1998年）以来、4度目のアニメ『名探偵コナン』のタイアップで、これ以降は『名探偵コナン』へのタイアップはない。
本作から「さよならのかけら」以来再び、小松がプロデュースを担当している。また、この作品から19枚目のシングル「私さがし」まで古井弘人の楽曲プロデュースを離れて楽曲制作をすることとなる。

## 制作

### あなたがいるから
「あなたがいるから」「君の瞳には映らない」「Love gone」と、シングル恋愛三部作と題してリリースされた第1弾作品であり、4枚目のアルバム『小松未歩 4〜A thousand feelings〜』のキャッチコピーである「過去の恋、現在の恋、未来の恋がここにあります。」の中では「現在の恋」に位置する楽曲である。

### As<everyplace ver.>
3rdアルバム『小松未歩 3rd〜everywhere〜』に収録されている「As」のリアレンジバージョンである。

## プロモーション・ビデオ
シングル作品のものでは初めて小松が歌唱するシーンが収められた。撮影は、兵庫県神戸市中央区の大丸百貨店神戸店の店外ベンチや、新神戸駅付近の教会が映っている。

## 記録
オリコン最高位9位にチャートインし、シングルとしては最後のオリコントップ10入りの楽曲である。
累計売上枚数は15万枚を記録している。

## 収録曲
| 全作詞・作曲: 小松未歩。 |                                     |           |            |          |      |
| #                        | タイトル                            | 作詞      | 作曲・編曲 | 編曲     | 時間 |
| 1.                       | 「あなたがいるから」                | 小松未歩  | 小松未歩   | 池田大介 | 4:36 |
| 2.                       | 「哀しい恋」                        | 小松未歩  | 小松未歩   | 大賀好修 | 3:55 |
| 3.                       | 「As <everyplace ver.>」            | 小松未歩  | 小松未歩   | 尾城九龍 | 5:18 |
| 4.                       | 「あなたがいるから <instrumental>」 | 小松未歩  | 小松未歩   |          | 4:33 |
| 合計時間:                | 合計時間:                           | 合計時間: | 18:22      |          |      |

## 収録アルバム
- 『THE BEST OF DETECTIVE CONAN 〜名探偵コナン テーマ曲集〜』(#1)
- 『小松未歩 4〜A thousand feelings〜』(#1,2)
- 『lyrics』(#2)
- 『小松未歩ベスト〜once more〜』(#1)
- 『THE BEST OF DETECTIVE CONAN 〜The Movie Themes Collection〜』(#1)
- 『GIZA studio 10th Anniversary Masterpiece BLEND 〜LOVE Side〜』(#1)
- 『劇場版 名探偵コナン 主題歌集 〜“20”All Songs〜』(#1)

### リミックス
- 『WONDERFUL WORLD 〜SINGLE REMIXES & MORE〜』(#1) ※『あなたがいるから <lightin' grooves never wanna stop mix>』

## タイアップ
- 劇場アニメ『名探偵コナン 瞳の中の暗殺者』主題歌[3] (#1)